# Vochysia macrophylla
Vochysia macrophylla är en tvåhjärtbladig växtart som beskrevs av Stafleu. Vochysia macrophylla ingår i släktet Vochysia och familjen Vochysiaceae. Inga underarter finns listade i Catalogue of Life.